# Juliana Schalch
Juliana Santi Schalch ( n. São Paulo, Brasil, 23 de abril de 1985) es una actriz brasileña que ha aparecido en varias películas y telenovelas.

## Biografía
Nació en São Paulo, y se graduó en Artes Escénicas en 2006 en la Oficina de atores Nilton Travesso. Su bisabuelo era natural de Suiza.
El primer trabajo de Juliana Schalch fue en la película Formigamento, en 2004, y en 2007 apareció en la película Dorian. Su primer papel en una telenovela fue haciendo de Juliana Galvão, en 2008, en la Rede Globo, en la Três Irmãs. Posteriormente, hizo el papel de la novia del hijo del Teniente Coronel Nascimento, en la película de 2010 Tropa de élite: El enemigo en casa, a continuación, en 2011 fue elegida como Lara Vilanova en la telenovela Morde y Assopra. La actriz en el mismo año hizo de Camila en la película de 2011 Os 3. Juliana Schalch interpretó a la hija del presidente de Brasil en la miniserie de 2012 O Brado retumbante. Su personaje, de nombre Marta Ventura, sufre trastorno bipolar. Ella también apareció en el mismo año en la película Os Penetras. Juliana Schalch fue elegida para interpretar uno de los papeles principales, una escort llamada Luna, en 2013, en la serie de televisión de HBO O Negócio.

## Filmografía

### Televisión
| Año       | Título               | Papel                         |
| --------- | -------------------- | ----------------------------- |
| 2008      | Três Irmãs           | Juliana Galvão                |
| 2010      | Alice                | Tânia                         |
| 2011      | Dinosaurios & Robots | Lara Vilanova                 |
| 2012      | O Brado Retumbante   | Marta Ventura                 |
| 2013-2018 | El negocio           | Maria Clara de Andrade / Luna |
| 2014      | A Teia               | Suzane                        |
| 2017      | No Return            | Suzana Bittencourt (Suzy)     |
| 2019      | Jezabel              | Temima Bailon                 |
| 2021      | Vidas ajenas         | Hanna                         |
| 2021      | Génesis              | Haviva (joven)                |

### Películas
| Año  | Título                        | Papel  |
| ---- | ----------------------------- | ------ |
| 2004 | Formigamento                  |        |
| 2007 | Dorian                        | Helena |
| 2010 | Elite Squad: The Enemy Within | Júlia  |
| 2010 | VIPs                          |        |
| 2011 | Os 3                          | Camila |
| 2012 | Os Penetras                   |        |